# Mechelroda
Mechelroda település Németországban, azon belül Türingiában. Lakosainak száma 258 fő (2023. december 31.).

## Népesség
A település népességének változása:
| Lakosok száma | 271  | 293  | 289  | 266  | 266  | 258  |
|               | 2014 | 2017 | 2019 | 2021 | 2022 | 2023 |